# Morena Clara
A Morena Clara egy 1994-ben készített venezuelai telenovella, melynek fő témája a politikai élet, annak hatásai, és a korrupció. Alkotója Arquímedes Rivero, főszereplői Astrid Carolina Herrera és Luis José Santander. A sorozat 137, egyenként 45 perces epizódból áll. Magyarországon nem sugározták.

## Történet
|  | Alább a cselekmény részletei következnek! |

Clara Rosa Guzmán a gazdag Santa Barbara del Zulia-i földbirtokos Emiliano Andara, és egy szegény nő, Rosalinda törvénytelen lánya. Clara Rosa anyja korán meghalt, Emiliano pedig soha nem ismerte el Clara Rosát lányaként, azt is megtagadja, hogy találkozzon vele. Clara Rosából intelligens nő válik, aki tele van illúziókkal. Nagynénje, a nincstelen és megkeseredett Vicenta nevelte fel Caracas egyik nyomornegyedében, két fiával együtt. A család anyagi helyzete arra kényszeríti Clara Rosát, hogy utcai házalóként keressen pénzt, miközben jobb életről álmodik. Eközben Emiliano, Clara Rosa apja az ország fontos politikai személyiségévé válik. Emiliano első felesége, Montserrat feleségül megy Emiliano egyik legnagyobb politikai ellenfeléhez, Lisandro Pradóhoz. Emiliano második feleségével, Eugeniával nevelte fel halott bátyjának két fiát, Valentínt és Franciscót, akikből sikeres fiatalemberek váltak. Valentín fényes jövő előtt álló ügyvéd. Találkozik Linda Pradóval, aki apja ellenfelének lánya. A férfi nem tud ellenállni a Linda iránt érzett szenvedélynek, azonban a nő önző és fondorlatos, egy nem létező terhességgel próbálja rávenni Valentínt a házasságra. Caracasban zavargások törnek ki; ebben a zűrzavaros helyzetben találkozik Valentín és Clara Rosa, akik között szerelem bontakozik ki, és ettől kezdve a két fiatal életében éles változások következnek be… 
|  | Itt a vége a cselekmény részletezésének! |

## Szereposztás
- Astrid Carolina Herrera – Clara Rosa Guzmán
- Luis José Santander – Valentín Andara
- Gabriela Spanic – Linda Prado
- Niurka Acevedo
- Miguel Alcántara – Dr. Vanoni
- Julio Alcázar – Emiliano Andara
- Juan Carlos Baena
- Hilda Blanco
- Mirtha Borges – Majuana
- Luly Bossa – Magdalena Vallán
- Marisela Buitriago – Laura
- Luisa Castro
- Carolina Cristancho – Jennifer Andara
- Rita de Gois
- María de Lourdes Devonish
- Elisa Escámez
- Henry Galué – Lissandro Prado
- Virginia García
- María Antonieta Gómez
- Nancy González – Eugenia
- José Guerrero
- Isabel Herrera
- Isabel Hungría
- Carolina López – María Luisa Vanoni
- Alejandro Martínez – «Andino»
- Ana Massimo
- Lucy Mendoza
- Adelina Morales
- Yajaira Orta – Montserrat Prado
- Luis Pérez Pons
- Simón Pestana – Armando
- Dulce María Pilonieta –  Marisa Andara
- Cristina Reyes – Victoria Vanoni
- Marcelo Rodríguez
- Jenny Valdés – Manolita

## Érdekesség
- A sorozat egyike Gabriela Spanic első nagyobb volumenű szerepeinek; a telenovellában Lindát, a főszereplőnő riválisát alakítja.
- A sorozat másik fő alakja az «Andino» szerepében látható Alejandro Martínez, aki a Magyarországon is bemutatott Samantha című venezuelai sorozat egykori főszereplője, valamint Hargitai Bea „szerelme” a Tv2-n sugárzott Señorita Szöszi című produkcióban.[1]

## Külső hivatkozások
- Morena Clara az Internet Movie Database oldalon (angolul)
- Morena Clara - Venevisión Internacional[halott link]
- Morena Clara – történet és szereposztás
- Morena Clara (németül)